# Morgan y los súper bichillos
Morgan y los súper bichillos es una película de comedia costarricense dirigida por Luis Carlos Bogantes. Fue estrenada el 6 de octubre de 2022.

## Sinopsis
Un equipo mixto de futbol infantil desea ganar un campeonato para salvar el Orfanato del barrio. Es ahí donde aparece el mítico Morgan al rescate, pero tendrá que afinar muchos detalles si quiere lograr la tarea con éxito.

## Reparto
- Mauricio Astorga como Morgan
- Javier Montenegro como Pedro
- Marcia Saborío como Nelita
- Arabella Salaverr como Doña Gladys
- Erick Córdoba como Otto Roquefort
- Sofía Bogantes como Fio
- Sebastian Cantón como Brayitan
- Tomas Bogantes como Guavero
- Mariangel Delgado como Fiyi
- João Paulo Schadlich como Paquetiño
- Juliana Filloy como Bianca
- Saúl Pérez como Beto

## Recepción

### Taquilla
Después de su estreno el 7 de octubre de 2022 en Costa Rica, durante el fin de semana, la película obtuvo una asistencia de 14,000 personas en distintas salas de cine de Costa Rica. El 17 de octubre fue por segunda vez consecutiva la película más taquillera del país de Costa Rica con una asistencia de 19.000 personas. En 10 días después de su estreno, la película recaudó a nivel nacional costarricense y a nivel centroamericano la asistencia de 40.000 personas.